# Raoul Diagne
Raoul Diagne (Saint-Laurent-du-Maroni, Guayana Francesa; 10 de noviembre de 1910-Créteil, Isla de Francia; 12 de noviembre de 2002) fue un futbolista y entrenador francés. Desarrolló su carrera como jugador en Francia durante la década de 1930, en la demarcación de defensa, aunque en ocasiones especiales también ejerció como guardameta, y en 1931 se convirtió en el primer francés de raza negra que vistió la camiseta de la selección de fútbol de Francia.
Dentro de su carrera como entrenador, fue el primer entrenador de la selección de fútbol de Senegal cuando obtuvo su independencia en 1960, por lo que está considerado como uno de los impulsores del fútbol en ese país.

## Orígenes
Su familia, de origen senegalés, estaba relacionada con la política. Su padre Blaise Diagne (1872-1934) fue un importante político, que fue diputado por Senegal en la Asamblea Nacional de Francia, siendo la primera persona de raza negra en lograrlo, y alcalde de Dakar desde 1920 hasta 1934. En su trayectoria, Blaise jugó un importante papel por la igualdad de derechos sin importar la raza, y ayudó a la asunción de los valores culturales y sociales franceses en África.
En 1910 Raoul nació en Guayana Francesa, donde su familia estuvo destinada un tiempo en misión diplomática. Cuando tenía 18 meses, sus padres se trasladaron a París, donde Diagne pasó su infancia. Su familia le inscribió en centros educativos destinados a la burguesía parisina, con la intención de que pudiera seguir los pasos de su padre. Sin embargo, Raoul prefirió iniciar una carrera profesional en el fútbol, deporte que comenzó a jugar a los 13 años, pese a la oposición inicial de su familia.

## Carrera como jugador
Diagne hizo pruebas de ingreso en varios clubes, hasta que en 1926 fichó por el Racing Club de París, que le reclutó en sus categorías inferiores. Con un buen rendimiento como defensa central, fue ascendido en 1930 al primer equipo, uno de los más fuertes de Francia. Aunque destacó por su capacidad defensiva, también desempeñó bien otras posiciones cuando la situación lo requería. En 1931, una lesión del guardameta André Tassin le obligó a jugar como portero durante cuatro meses.
El 15 de febrero de 1931 se convirtió en el primer francés de raza negra que debutó con la selección de fútbol de Francia, en un partido amistoso frente Checoslovaquia en el estadio de Colombes. Pese a esa convocatoria, el jugador no se consolidó en el seleccionado y no participó en la Copa Mundial de Fútbol de 1934. Diagne se consolidó en el Racing Club como uno de sus titulares, y cuando se creó la Liga profesional de fútbol en 1932, permaneció en el equipo. De hecho, fue el primer jugador del Racing Club que marcó un gol en la Liga francesa.
En la temporada 1935/36 ayudó al club parisino a ganar un doblete de Liga y Copa, en un año atípico. Raoul partió como defensa titular, se vio obligado a jugar como portero durante la mitad de la temporada porque el guardameta del equipo, el austriaco Rudi Hiden, abandonó el equipo durante un tiempo para reclamar un aumento de sueldo. Cuando Hiden regresó a la disciplina del Racing Club, Diagne volvió a la defensa, puesto donde jugó en la final de la Copa de Francia que su equipo venció frente a un Charleville capitaneado por Helenio Herrera.
Diagne fue convocado por Francia para el Mundial de Fútbol de 1938, disputado en el país galo, donde llegó hasta cuartos de final. Sin embargo, su trayectoria con el Racing Club fue más exitosa. En 1939 lideró al equipo que venció en la final de la Copa de Francia al Lille SC, y pudo revalidar el título en 1940 contra el Olympique de Marsella, en una final disputada cinco días antes de que Francia fuese invadida por la Alemania Nazi. Como ciudadano naturalizado francés, Diagne fue llamado a filas, pero recibió un permiso excepcional para jugar el encuentro al igual que su compañero Hiden.
Con Francia ocupada por las fuerzas del Eje, Diagne se vio obligado a abandonar el Racing Club y huyó a la Francia Libre. Encontró refugio en Toulouse donde fichó por el equipo de fútbol local, el Toulouse FC, para el que jugó durante cuatro temporadas. En 1944 se marchó al Annecy FC, donde permaneció dos años hasta que se retiró del fútbol profesional.

### Selección nacional
Diagne jugó con la selección de fútbol de Francia 18 encuentros, en los que no anotó ningún gol. Su debut oficial con Les Bleus fue el 15 de febrero de 1931, en un partido amistoso frente Checoslovaquia en el estadio de Colombes. Esa convocatoria no le dio regularidad en el equipo, y fue llamado puntualmente en 1933 y 1935.
Cuando el Racing Club ganó la Liga de 1935/36, Diagne ganó presencia en la selección, hasta que en 1938 formó parte del combinado nacional que jugó el Mundial de Fútbol de 1938 en Francia. En un torneo marcado por la tensa situación previa a la Segunda Guerra Mundial, el seleccionador galo en ese tiempo, Gaston Barreau, formó un equipo con varios jugadores de origen extranjero, entre los que estaban los argelinos Abdelkader Ben Bouali y Jean Bastien, los de origen alemán Oscar Heisserer e Ignace Kowalczyk, y el propio Raoul. Francia cayó en cuartos de final frente a Italia.
Su último encuentro fue un amistoso contra Portugal, el 28 de enero de 1940. Al igual que su marcha del Racing Club, la trayectoria de Diagne con Francia se vio truncada por la invasión de Francia, ya que la selección francesa no volvió a disputar un partido hasta 1942.

#### Participaciones en Copas del Mundo
| Mundial                        | Sede    | Resultado        | Partidos | Goles |
| ------------------------------ | ------- | ---------------- | -------- | ----- |
| Copa Mundial de Fútbol de 1938 | Francia | Cuartos de final | 2        | 0     |

## Carrera como entrenador
Poco después de su retirada como jugador, Diagne inició una nueva carrera como entrenador en Senegal, el país donde nació su padre. Ingresó en las filas del US Gorée de Dakar en 1947, y bajo su mando ganó una Copa de África Occidental Francesa, torneo disputado por la federación de colonias francesas. Para lograr la victoria, introdujo conceptos tácticos que hasta esa fecha no manejaban otros clubes africanos, como el sistema WM.
Tras sacarse el título de entrenador en su país, Diagne pasó por equipos de todo el mundo. Su primer club profesional fue el KSV Oudenaarde de Bélgica, con el que estuvo en la temporada 1948/49. Después se marchó a Argelia para dirigir al Gallia Sports, con el que ganó un Campeonato de África del Norte en 1951, y en la temporada 1952/53 pasó por otro club de la zona, el CS Constantinois. Por último, regresó a Francia en 1953 para dirigir un club modesto de Normandía, el US Flers.
Después de unos años apartado de los banquillos, inició un nuevo reto en 1960, con un fuerte componente simbólico. Ese mismo año Senegal, tierra que su padre representó en la Asamblea Nacional de Francia años atrás, había obtenido la independencia de Francia, y su recién creada Federación de Fútbol quiso contar con el internacional galo. Raoul Diagne fue el primer seleccionador del combinado nacional de fútbol de Senegal, y estuvo al frente del cargo durante buena parte de la década de 1960. Por su labor al impulsar el fútbol en ese país, en Senegal está considerado como el «abuelo del fútbol senegalés».
Retirado del fútbol después de su paso por África, continuó apareciendo en homenajes y reconocimientos, tanto de la Federación francesa como de la senegalesa. Raoul Diagne falleció el 12 de noviembre de 2002 en Créteil, a los 92 años.

## Estadísticas

### Clubes
| Club                 | País    | Año       |
| -------------------- | ------- | --------- |
| Racing Club de París | Francia | 1930-1940 |
| Toulouse FC          | Francia | 1940-1944 |
| Annecy FC            | Francia | 1944-1946 |

### Selección nacional
| \| 15-02-1931 \| Colombes \| Francia \| 1-2 \| Checoslovaquia \| Amistoso \| 0 \| \| 23-04-1933 \| Colombes \| Francia \| 1-0 \| España \| Amistoso \| 0 \| \| 14-04-1935 \| Bruselas \| Bélgica \| 1-1 \| Francia \| Amistoso \| 0 \| \| 23-04-1933 \| París \| Francia \| 2-0 \| Suecia \| Amistoso \| 0 \| \| 12-01-1936 \| París \| Francia \| 1-6 \| Países Bajos \| Amistoso \| 0 \| \| 24-01-1937 \| París \| Francia \| 1-2 \| Austria \| Amistoso \| 0 \| \| 21-02-1937 \| Bruselas \| Bélgica \| 3-1 \| Francia \| Amistoso \| 0 \| \| 21-03-1937 \| Stuttgart \| Alemania \| 4-0 \| Francia \| Amistoso \| 0 \| \| 23-05-1937 \| Colombes \| Francia \| 0-2 \| Irlanda \| Amistoso \| 0 \| \| 24-03-1938 \| París \| Francia \| 6-1 \| Bulgaria \| Amistoso \| 0 \| \| 26-05-1938 \| Colombes \| Francia \| 2-4 \| Inglaterra \| Amistoso \| 0 \| \| 05-06-1938 \| Colombes \| Francia \| 3-1 \| Bélgica \| Mundial de Fútbol de 1938 \| 0 \| \| 05-06-1938 \| Colombes \| Francia \| 1-3 \| Italia \| Mundial de Fútbol de 1938 \| 0 \| \| 04-12-1938 \| Nápoles \| Italia \| 1-0 \| Francia \| Amistoso \| 0 \| \| 16-03-1939 \| París \| Francia \| 2-2 \| Hungría \| Amistoso \| 0 \| \| 18-05-1939 \| Bruselas \| Bélgica \| 1-3 \| Francia \| Amistoso \| 0 \| \| 21-05-1939 \| Colombes \| Francia \| 2-1 \| Gales \| Amistoso \| 0 \| \| 21-05-1939 \| París \| Francia \| 3-2 \| Portugal \| Amistoso \| 0 \| \| Total \| \| Presencias \| 18 \| \| Goles \| 0 \| |           |            |           |                |                           |       |
| Estadísticas de Raoul Diagne en la Selección de Francia |           |            |           |                |                           |       |
| Fecha | Ciudad    | Local      | Resultado | Visitante      | Competencia               | Goles |
| 15-02-1931 | Colombes  | Francia    | 1-2       | Checoslovaquia | Amistoso                  | 0     |
| 23-04-1933 | Colombes  | Francia    | 1-0       | España         | Amistoso                  | 0     |
| 14-04-1935 | Bruselas  | Bélgica    | 1-1       | Francia        | Amistoso                  | 0     |
| 23-04-1933 | París     | Francia    | 2-0       | Suecia         | Amistoso                  | 0     |
| 12-01-1936 | París     | Francia    | 1-6       | Países Bajos   | Amistoso                  | 0     |
| 24-01-1937 | París     | Francia    | 1-2       | Austria        | Amistoso                  | 0     |
| 21-02-1937 | Bruselas  | Bélgica    | 3-1       | Francia        | Amistoso                  | 0     |
| 21-03-1937 | Stuttgart | Alemania   | 4-0       | Francia        | Amistoso                  | 0     |
| 23-05-1937 | Colombes  | Francia    | 0-2       | Irlanda        | Amistoso                  | 0     |
| 24-03-1938 | París     | Francia    | 6-1       | Bulgaria       | Amistoso                  | 0     |
| 26-05-1938 | Colombes  | Francia    | 2-4       | Inglaterra     | Amistoso                  | 0     |
| 05-06-1938 | Colombes  | Francia    | 3-1       | Bélgica        | Mundial de Fútbol de 1938 | 0     |
| 05-06-1938 | Colombes  | Francia    | 1-3       | Italia         | Mundial de Fútbol de 1938 | 0     |
| 04-12-1938 | Nápoles   | Italia     | 1-0       | Francia        | Amistoso                  | 0     |
| 16-03-1939 | París     | Francia    | 2-2       | Hungría        | Amistoso                  | 0     |
| 18-05-1939 | Bruselas  | Bélgica    | 1-3       | Francia        | Amistoso                  | 0     |
| 21-05-1939 | Colombes  | Francia    | 2-1       | Gales          | Amistoso                  | 0     |
| 21-05-1939 | París     | Francia    | 3-2       | Portugal       | Amistoso                  | 0     |
| Total |           | Presencias | 18        |                | Goles                     | 0     |

## Palmarés

### Como jugador
| Título          | Club                 | País    | Año     |
| --------------- | -------------------- | ------- | ------- |
| Liga de Francia | Racing Club de París | Francia | 1935/36 |
| Copa de Francia | Racing Club de París | Francia | 1936    |
| Copa de Francia | Racing Club de París | Francia | 1939    |
| Copa de Francia | Racing Club de París | Francia | 1940    |

### Como entrenador
| Título                             | Club                 | País    | Año  |
| ---------------------------------- | -------------------- | ------- | ---- |
| Copa de África Occidental Francesa | Union Sportive Gorée | Senegal | 1947 |
| Campeonato de África del Norte     | Gallia Sports        | Argelia | 1951 |